# Rineloricaria misionera
Rineloricaria misionera är en fiskart som beskrevs av Rodríguez och Miquelarena 2005. Rineloricaria misionera ingår i släktet Rineloricaria och familjen Loricariidae. Inga underarter finns listade i Catalogue of Life.